# Forensic Engineering im Bauingenieurwesen
Forensic Engineering im Bauingenieurwesen untersucht als Teilgebiet des Forensic Engineering die Ursachen des Versagens von Bauwerken.
Entstanden ist das Forensic Engineering, als sich in den 1970er und 1980er Jahren einige schwere Einstürze von Bauwerken mit zahlreichen Todesopfern ereigneten. Der Hyatt-Regency-Fußgängerbrückenunfall im Jahr 1981 forderte 114 Menschenleben. Die ASCE berief unter anderem wegen dieses Unfalls das Committee on Forensic Engineering ein. Dieses Komitee veröffentlichte einen Bericht über diese Bauversagen und empfahl die Gründung eines eigenen Rats für Forensic Engineering. 1985 hat die ASCE das Technical Council on Forensic Engineering (TCFE) gegründet. Damit wurde Forensic Engineering zu einer eigenen Disziplin im Bauingenieurwesen. Italien hat 2009 die Associazione italiana di Ingegneria Forense gegründet.
Als Ingenieur kann man den Masterstudiengang Ingegneria Forense an der Università degli Studi di Napoli Federico II absolvieren.
Im Forensic Engineering wird die Strategie der Problemlösung geändert. Während es im Klassischen Bauingenieurwesen darum geht, vor allem die Norm anzuwenden, ist es im Forensic Engineering wichtig, die Ursache herauszufinden – unabhängig einer Norm.

## Standardwerke
Als Standardwerk gilt das Buch Construction Failure von Feld und Carper, welches verschiedene Beispiele darstellt. Forensic Engineering Investigation von Noon wiederum ist ein Buch, welches in das Thema des Forensic Engineering einführt und einige Beispiel aus dem Bauigneurwesen, aber auch aus anderen Disziplinen darstellt.
Das Buch Forensic Engineering von Carper führt in die Philosophie und die Praxis ein. Guidelines for Forensic Engineering Practice ist ein Buch, welches die Richtlinien in Forensic Engineering vorgibt. Delatte veröffentlichte das Buch Beyond Failure – Forensic Case Studies for Civil Engineers mit mehr als vierzig Fällen. Das Buch Forensic Structural Engineering Handbook ist eine Wegleitung von Ratay, welcher den forensischen Prozess, Materialuntersuche und die Rolle als Gerichtsexperte genauer darstellt.

## Journale
Das Journal of Performance of Constructed Facilities herausgegeben vom ASCE wird seit 1987 vertrieben. Das Journal of Performance of Constructed Facilities ist seit 2011 auf dem Markt.